# Leon Bukojemski-Nalecz
Leon Bukojemski-Nalecz, poljski general, * 1885, † 1978.